# Sunset Trail
Pour les articles homonymes, voir Sunset.
Le Sunset Trail est un sentier de randonnée du comté de Garland, dans l'Arkansas, aux États-Unis. Il est situé au sein du parc national de Hot Springs.